# Koptoški odloki
Koptoški odloki so zbirka osemnajst popolnih ali razdrobljenih staroegipčanskih kraljevih odlokov, objavljenih od Šeste (2345–2180 pr. n. št.) do pozne Osme dinastije (okoli 2170 pr. n. št.). Odloki so označeni s črkami latinske abecede, prvi s »Koptoški odlok a« in zadnji s  »Koptoški odlok r«. Najzgodnejše sta izdala Pepi I. in Pepi II. Neferkare v korist duhovščine iz Minovega templja. Druge so objavili različni kralji Osme dinastije in zadevajo različne usluge, podeljene pomembnemu  uradniku iz Koptosa po imenu Šemaj in njegovim družinskim članom. Odloki odražajo upadanje moči faraonov v zgodnjem prvem vmesnem obdobju Egipta.
Koptoških odlokov se ne sme zamenjevati s Koptoškim odlokom Intefa VI., edinstvenega dokumenta iz mnogo kasnejše Sedemnajste dinastije.

## Odkritje
Deset odlokov je odkril Adolphe Reinachand Raymond Weill med izkopavanji Minovega templja v Koptosu v letih 1910–1911. Odloki so bili skrbno shranjeni pod ruševinami rimske zgradbe in blatnih zidakov.
Preostali odloki izvirajo bodisi iz istih izkopavanj bodisi iz nezakonitih dejanj lokalnih prebivalcev. Slednji so bili leta 1914 v Luksorju prodani Metropolitanskemu muzeju umetnosti. Odloki so bili vklesani  na apnenčaste plošče,  debele 7–20 cm, dolge 100–200 cm in široke 50–180 cm. Plošče naj bi bile vzidane  v steno prehoda ali vestibula v notranjosti Minovega templja. Ker je razpoložljiv prostor na stenah templja sčasoma postal premajhen, so bili odloki odstranjeni in odloženi, da bi naredili prostor za nove, kar pojasnjuje njihovo najdbo.

## Politične implikacije

### Propadanje Starega kraljestva
Odloki so odraz moči, ki so jo imeli nomarhi na samem koncu Starega kraljestva in začetku prvega vmesnega obdobja Egipta. Odloki g do r so naslovljeni na Šemaja, njegovega sina Idija in enega od Idijevih bratov. Šemaj, takrat nomarh Koptosa, je bil najprej povišan v guvernerja Gornjega Egipta in nato v vezirja Gornjega Egipta, njegov sin Idi pa je zasedel očetov položaj nomarha.
Alan H. Gardiner in William C. Hayes menita, da je odlok r še posebej izjemen, ker je kljub temu, da ga je izdal faraon, namenjen izključno blaginji in lastnini vezirja Idija. Moč faraonov na koncu Osme dinastije se je očitno zmanjšala do te mere, da je bil njihov položaj odvisen od močnih nomarhov, ostali pa so jim samo naslovi in časti. Faraoni v Memfisu so še posebej cenili nomarha Koptosa, ker so jih ogrožali nomarhi Srednjega Egipta, zlasti Herakleopolisa, ki so jih kmalu zatem strmoglavili in ustanovili Deveto dinastijo.

### Koptoška dinastija
Kurt Sethe je sprva menil, da odkritje odlokov podpira  hipotezo o obstoju »Koptoške dinastije«, lokalne linije bolj ali manj neodvisnih vladarjev v prvem vmesnem obdobju Egipta, kateri je treba pripisati izdajo odlokov. Ta hipoteza se danes šteje za neverjetno. Zlasti zelo malo verjetno je, da bi kralj, ki je vladal iz Koptosa, imenoval vezirja na istem območju.
| Ime | Avtor                                                                             | Vsebina                                                                                               | Naslovnik                                                 |
| --- | --------------------------------------------------------------------------------- | --- | --------------------------------------------------------- |
| a   | Pepi I.                                                                           | Podelitev davčne imunitete kapeli Ka njegove matere Iput                                              |                                                           |
| b   | Pepi II.                                                                          | Podelitev davčne imunitete Minovemu templju                                                           |                                                           |
| c   | Pepi II.                                                                          | Podelitev davčne imunitete Minovemu templju                                                           |                                                           |
| d   | Pepi II.                                                                          | Podelitev davčne imunitete instituciji 'Min povzroča, da Neferkarin sklad cveti'                      |                                                           |
| e   | Pepi II.                                                                          | Odlok, povezan z osebjem in posestmi templja v 22. nomu Gornjega Egipta                               |                                                           |
| f   | Neznan kralj iz Šeste dinastije                                                   | Negotova, omenja Gornji Egipt                                                                         |                                                           |
| g   | Neznan kralj iz Sedme/Osme dinastije, ki se običajno identificira z Neferkaurejem | Vzdrževanje kipa Pepija II. in ustanove 'Min povzroča, da Neferkarin sklad cveti'                     | Guverner Gornjega Egipta Šemaj in verjetno njegov sin Idi |
| h   | Neferkaure                                                                        | Podroben opis daritev in obredov v Minovem templju                                                    | Shemay                                                    |
| i   | Neznan kralj iz Sedme/Osme dinastije, ki se običajno identificira z Neferkaurejem | Imenvanje Šemaja za vezirja 22. noma Gornjega Egipta                                                  | Šemaj, od zdaj vezir                                      |
| j   | Neferkauhor                                                                       | Podelitev naslovov Šemajevi ženi Nebjet in osebnemu telesnemu stražarju                               | Šemaj                                                     |
| k   | Neferkauhor                                                                       | Dodelitev mrliških duhovnikov za kapelo Šemajeve in Nebjetine Ka                                      | Šemaj                                                     |
| l   | Neferkauhor                                                                       | Naročanje popisa premoženja ustanove 'Min povzroča, da Neferkarin sklad cveti' pod Šemajevim nadzorom | Šemaj                                                     |
| m   | Neferkauhor                                                                       | Imenovanje Šemajevega sina Idija z guvernerja sedmih najjužnejših nomov Gornjega Egipta               | Šemaj                                                     |
| n   | Neferkauhor                                                                       | Podelitev položaja Idiju in Šemajevemu sinu v Minovemu templju                                        | Šemaj                                                     |
| o   | Neferkauhor                                                                       | Imenovanje Šemajevega sina Idija z guvernerja sedmih najjužnejših nomov Gornjega Egipta               | Idi, guverner Gornjega Egipta                             |
| p   | Neferkauhor                                                                       | Ovbestilo Idiju o imenovanju njegovega prata v Minovem templju                                        | Idi                                                       |
| q   | Neferkauhor                                                                       | Ovbestilo Idijevemu bratu o imenovanju v Minovem templju                                              | Šemajev sin, Idijev brat                                  |
| r   | Hor Demedžibtavi, Neferkare II.                                                   | Zaščita Idijevih pogrebnih spomenikov in posesti                                                      | Idi, zdaj vezir                                           |

## Vira
- William C. Hayes. The Scepter of Egypt: A Background for the Study of the Egyptian Antiquities in The Metropolitan Museum of Art. Vol. 1, From the Earliest Times to the End of the Middle Kingdom , MetPublications, 1978, str. 136–138, available online
- Hans Goedicke, Koptosdekrete. V: Wolfgang Helck (ur.), Lexikon der Ägyptologie, Band III, Harrassowitz, Wiesbaden 1980, ISBN 3-447-02100-4, str. 740.